# Тумулус
Тумулус или тумул је један од назива за земљану или камену хумку. Други раширени назив је курган, за хумке нешто другачијг типа. И једно и друго обележава вештачко узвишење које најчешће скрива гробове старих индоевропских народа, док хумке овог типа нису непознате ни у Америци и на Далеком истоку. У Јапану, једна читава епоха историје — Кофун период — назван је управо по дизању тумула.
Могиле су старословенски назив за хумку изнад гроба умрлог или умрлих, и понегде у локалној традиционалној употреби означава тумуле, док су громиле специфичан тип камених тумула са подручја Балкана. У југоисточној Србији се за тумул користи и етимолошко јединствени назив мађилка.
Тумулуси су често грађени од камена или од камених блокова, и са знатно више грађевинских детаља од кургана: имају ходнике и централну просторију са гробницом. Традиција подизања гробних хумки била је одлика многих народа широм света, кроз широк дијапазон историјских епоха. Најпознатији су скитски, грчки, трачки, етрурски, келтски, сарматски, готски, викиншки, кумански, аварски, татарски, монголски i јапански тумулуси. Подизани су у распону између каснијег неолитa и бронзаног доба до антике па и до средњег века (3/1. век п. н. е.—13. век н. е.).

## Знаменити тумули
- Аустрија: Халштатски Бургсталкогел тумули у долини Сулм (800-600. п. н. е.), Großmugl код Корнеубурга (600-500. п. н. е.) и тумул у Ниедерхолабруну (Доња Аустрија);
- Белгија: Тумули код Court-Saint-Etienne (Валонски Брабант, око 3000. п. н. е.), Сонијској шуми и Walhain-у (Фламански Брабант, око 1000. п. н. е.), Гало-римски у Incourt-у и гробница римског генерала Ота у Ramillies-у (Валонски Брабант), Меровиншки гроб у Антоингу (Провинција Ено, 6-7. век);
- БИХ: Топракалија код Високог има највећи уграђени мегалит од свих тумула у бившој Југославији; Громиле Моско код Требиња, Битуња код Стоца, Зачула (Равно) из бронзаног доба, и Кнежевски гробови гласиначке културе из жељезног доба код Гласинца;
- Бугарска: Трачанска гробница у Казанлаку и Александрову (4. век п. н. е.) и Трачанска гробница у Свештарима (3. век п. н. е.);
- Чешка: Словенски тумули у Витину код Чешке Будјејовице;
- Енглеска: Гробнице Severn-Cotswold (Wayland's Smithy) и West Kennet Long Barrow код Ејвберија (3700-3400. п. н. е.), La Hougue Bie на отоку Џерзи (3500. п. н. е.), Ејвбери (Силбери-Хил, 3000. п. н. е.), Duggleby Howe из бронзаног доба), Седам тумула код Ламбоурна (Беркшир, 2200. п. н. е.);
- Француска: Неолитски тумули Saint-Michel de Карнак (5000-3500. п. н. е.), Барненес (4850-4000. п. н. е.), Боугонски тумули (4800-3000. п. н. е.), Dissignac (4500. п. н. е.) и тумул Saint Fiacre из бронзаног доба (1500-1000. п. н. е.);
- Грчка: Тумули македонске династије: Филипа II. у Вергини (336. п. н. е.);
- Хрватска: Мегалитски тумул Маклавун код Ровиња (око 4000 год. п. н. е.);
- Индија: Charaideo, средњовековни маидами Асамског краљевства (1228-1826. год.);
- Ирска: Бру на Бојн (Мид, 35-32. век п. н. е.), Брдо краљева или Teamhair na Rí (Ленстер, 3400. п. н. е.), Grianán Ailigh (800. п. н. е.-1200. год.) у покрајини Донегал;
- Италија: Етрушчанске Некрополе Монтероци (9-3. век п. н. е.);
- Израел: Јерусалимски краљевски тумули од Давида до Зедекије (око 1000-587. п. н. е.);
- Јапан: Краљевски тумули у облику кључанице (кофун, 3-7. век) као Такаматсузука кофун код Асуке и Гробница цара Нинтокуа (Даисен кофун) у Сакаију (Осака);
- Канада: Аугустинска хумка Микмаки индијанаца;
- Казахстан: Скитски Исик курган (4. век п. н. е.);
- Јужна Кореја: Гробница краља Gwanggaetoa код Анака у Когурјоу (300. год.);
- Мађарска: Gödény-halom код Békésszentandrása;
- Монголија: Гробница кана "Uchjulü-Chanuya" у Ноин-Улау северно од Улан Батора (13. год.);
- Немачка: Тумули у Бонсторфу и Аулебену (1500-1200. п. н. е.), Халштатски Хеунебург у Хундерсингену (Зигмаринген (округ), 600-450. п. н. е.), Келтски тумули у Глаубергу (5. век п. н. е.);
- Пољска: 14 гробова културе "Unetice" (Łęki Małe, Leubingen и Helmsdorf), Trzcinica (Војводство поткарпатско, 1800. п. н. е.), Хумка Кракуса код Кракова (око 1000. п. н. е.);
- Португалија: Outeiro de Gregos (Baião, 4450-1900. п. н. е.);
- Русија: Ипатово курган (4000. п. н. е.), Кутулук курган код Самаре (2400. п. н. е.), Мајкоп курган (3000. п. н. е.), Нововеличковская курган код Краснодара (2000. п. н. е.), Скитски тумули Пазирика код Новосибирска (6-3. век п. н. е.), Варјашки Руриков гроб код Новгорода;
- САД: Змијска хумка (1070), Grave creek хумка Адена културе у Охају (1000-200. п. н. е.), Спиро хумке Кадоанаца u Оклахоми (600-1450), Алигаторска хумка древне Форт културе (Охајо, 800-1200), Анђеоске хумке Средњомисисипијске културе код Евансвила у Индијани (1100-1450), Смарагдна хумка "Plaquemine" културе код Стантона (Мисисипи, 1200-1730), Хумке Etowаh индијанаца код Картерсвила (Џорџија, 1000-1550);
- Србија: Илирске громиле год Буковца и на Равној гори;
- Шкотска: Maeshowe (oko 3000. п. н. е.);
- Шведска: Håga курган код Упсале (1000. п. н. е.), Краљевски гробови Гамла Упсала од 5. до 6. века и Олегов гроб код Старе Ладоге (9. век);
- Турска: Тумули Фригијског Гордија (8. век п. н. е.), Лидијска некропола Бин Теплер код Салихија (7-6. век п. н. е.), Јерменски краљевски тумул на светој планини Немрут (Nemrut Dağı, 1. век. п. н. е.);
- Украјина: Чорна могила (Црна могила), Солокха курган (4. век п. н. е.), Скитски Рижановка курган (3. век п. н. е.), Кубратова гробница у Перешепинеу (660. год.).